# Sjeničak Lasinjski
Sjeničak Lasinjski is een plaats in de gemeente Lasinja in de Kroatische provincie Karlovac. De plaats telt 189 inwoners (2001).